# Hister zairensis
Hister zairensis är en skalbaggsart som beskrevs av Miłosz A. Mazur 1974. Hister zairensis ingår i släktet Hister och familjen stumpbaggar. Inga underarter finns listade i Catalogue of Life.